# Gianantonio Arnoldi
Gianantonio Arnoldi (Capriate San Gervasio, 12 maggio 1958) è un politico italiano.
Laureato in scienze politiche, dirigente aziendale, è entrato in politica negli anni ottanta con i movimenti cattolici. Al tempo della disgregazione a seguito di Tangentopoli ha fatto parte del CCD.
Dal 1995, per 14 anni, è membro di Forza Italia, di cui è stato anche coordinatore provinciale dal 1997. Per il partito di Silvio Berlusconi è stato eletto alla Camera dei deputati nelle 2001, nel collegio uninominale di Treviglio, in Lombardia, in rappresentanza della coalizione di centrodestra.
Arnoldi è anche stato estensore e relatore della legge 363/2003 sulla sicurezza nello sci (legge casco).
Non viene ricandidato alle elezioni politiche del 2006. Arnoldi con il ministro Saverio Romano diviene responsabile per Expo al Ministero dell'Agricoltura nel 2011.
Alle elezioni regionali in Lombardia del 2013 è candidato consigliere regionale per il PDL, dichiarandosi in sintonia con il candidato presidente della Lega Nord, Roberto Maroni, in caso di vittoria del quale aspira ad un posto da assessore regionale al turismo.
È stato presidente dal 1987 al 1994 della Federazione Italiana American Football. È stato presidente dell'osservatorio parlamentare sul turismo ed è presidente dell'osservatorio bergamasco per il turismo. È stato presidente del Cestec Spa (centro lombardo per lo sviluppo tecnologico e produttivo dell'artigianato e delle piccole e medie imprese) dal 2013 Fusosi con Finlombarda Spa.